# Edward Tesdorpf (politiker)
 Der er flere personer med dette navn, se Edward Tesdorpf.
Edward Adalbert Tesdorpf (11. april 1905 på Pandebjerg – 27. maj 1996) var en dansk landmand, kammerherre, hjælper i modstandsbevægelsen under besættelsen og politiker.
Han var søn af Adolph Tesdorpf og Agnete Tesdorpf og barnebarn af Edward Tesdorpf. Han blev student i Nykøbing Falster 1922, cand.phil. 1923, agronom i 1929. Fra 1930 forpagtede han Gjorslev og Søholm godser, i alt 1650 ha. som han overtog i 1940. Han afstod disse ejendomme i 1970. Han ejede en overgang også Rathlousdal, Børglum Kloster skov og Horten Park skov i England.
Fra 1946 til 1957 var han medlem af Folketinget for Det Konservative Folkeparti og 1950-57 medlem af Finansudvalget. Han var også en aktiv præsident i Landhusholdningsselskabet 1956-80.
Medl. af bestyrelsen for Skovbrugets Arbejdsgiverforening fra 1930 (formand 1944-52), for A/S Trifolium Frø fra 1933, for Præstø Amts Landboforening fra 1938 (formand fra 1947), for A/S Den kongelige Porcelainsfabrik & Fajancefabrikken Aluminia fra 1955 og for A/S Ford Motor Company fra 1957, medlem af selskabet Højeruplunds bestyrelse fra 1941, medlem af Holtug Sogneråd 1943-50,  tilsynsmand ved den Kgl. Veterinær- og Landbohøjskole fra 1955 samt medlem af bestyrelsen for Fabrikant E H Ludvigsen og Hustrus Legat fra 1949.